# Garth Ranzz (personaje)
Garth Ranzz, también conocido como Live Wire y Lightning Lad, es un superhéroe que aparece en los medios publicados por DC Comics, generalmente aquellos que presentan a la Legión de Super-Héroes, un grupo de los siglos 30 y 31 del cual es miembro fundador. Tiene la habilidad sobrehumana de generar electricidad, generalmente en forma de rayos.
Garth Ranzz hizo su debut en acción real en un episodio de Smallville, interpretado por Calum Worthy.

## Historial de publicaciones
El personaje apareció por primera vez en Adventure Comics #247 (abril de 1958), creado por Otto Binder y Al Plastino.

## Biografía ficticia

### Edad de Plata
Lightning Lad es un Winathian que fue miembro fundador de la Legión de Super-Héroes junto con Saturn Girl y Cosmic Boy. Nacido en el planeta Winath, es el hermano gemelo de la legionaria Ayla Ranzz (Lightning Lass), el hermano menor del supervillano Mekt Ranzz (Lightning Lord) y padre de dos pares de gemelos; hijos Garridan (Validus) y Graym Ranzz e hijas Dacey y Dorrit Ranzz.
Al principio de la historia de la Legión, se sacrificó luchando contra Zaryan el Conquistador, pero luego fue resucitado por el sacrificio de Proty, la mascota cambiante de Chameleon Boy. Sin embargo, un retcon posterior reveló que la mente de Proty en realidad se había apoderado de la forma de Lightning Lad. Desde entonces, este retcon ha sido eliminado del canon de Legion.
Un incidente contra un monstruo apodado el "Super Moby Dick del espacio" resultó en la pérdida del brazo derecho de Lightning Lad, que fue reemplazado por un apéndice biónico. Eventualmente, su brazo volvió a crecer, pero mientras tanto, un científico criminal usó la situación para hipnotizar a Lightning Lad para que actuara como el súper criminal Starfinger, quien usó el brazo biónico como arma. Después de la Gran Saga de la Oscuridad, su hijo fue secuestrado por Darkseid y posteriormente se transformó en el monstruo Validus.
Durante la "Brecha de cinco años" que siguió a las Guerras Mágicas, la Tierra cayó bajo el control encubierto de los Dominadores y se retiró de los Planetas Unidos. Unos años más tarde, los miembros del altamente clasificado "Batch SW6" de los Dominadores escaparon del cautiverio. Originalmente, Batch SW6 parecía ser un grupo de clones de legionarios adolescentes, creados a partir de muestras aparentemente tomadas justo antes de la muerte de Ferro Lad a manos del Sun-Eater. Más tarde, se reveló que eran duplicados de la paradoja del tiempo, tan legítimos como sus homólogos más antiguos. Después de que la Tierra fuera destruida en un desastre que recuerda la destrucción de Krypton más de un milenio antes, unas pocas docenas de ciudades supervivientes y sus habitantes reconstituyeron su mundo como Nueva Tierra. Los legionarios SW6 permanecieron, y su versión de Lightning Lad asumió el nombre en clave Live Wire. A diferencia del Garth adulto, no poseía la mente ni la personalidad de Proty. Por lo tanto, el Live Wire adolescente era mucho más temerario y rebelde que cualquier representación anterior de Garth.

### Hora cero - Reinicio
A raíz de Crisis on Infinite Earths, el origen de Superman se renovó y Superboy fue borrado del pasado de Superman. Sin embargo, la historia de la Legión giraba en gran medida en torno a Superboy, y esa versión del personaje se reconfiguró para que formara parte de un "universo de bolsillo", una solución que provocó varios errores de continuidad. Después de la miniserie Hora Cero, la historia de Legion se reinició por completo. La nueva historia de Garth comenzó cuando los gemelos fueron con Mekt en un viaje en el nuevo crucero espacial de sus padres y quedaron varados en el árido planeta Korbal después de que las celdas de energía del crucero se agotaron. Ayla sugirió que usaran las "Bestias Relámpago" (los únicos seres vivos del planeta) en un intento de recargar su crucero. Sin embargo, el único resultado de esto fue que los tres fueron encontrados en coma al día siguiente como resultado de una electrocución masiva.
Meses después, Garth y Ayla se despertaron simultáneamente y descubrieron que Mekt se había despertado una semana antes, exhibió poderes eléctricos como las Bestias, amenazó al bastón y desapareció. Después de escuchar esto, mantuvieron el hecho de que habían desarrollado poderes similares de sus padres antes que Garth, pensando que el rayo había corrompido a Mekt de alguna manera y pronto los corrompería a ellos y negándose a creer que Mekt se había convertido en un sociópata solo porque había sido un "solo" en un mundo de gemelos, se escapó de casa para encontrar a Mekt (diciéndoles a sus padres que iba a visitar a su tía Ryth), a pesar de los intentos de Ayla por disuadirlo.

#### Legión
Al enterarse de que Mekt podría estar en la Tierra, se subió a un transbordador con destino a la Tierra a través de Titán y allí se encontró con Rokk Krinn. Los dos se cayeron bien de inmediato, pero aunque él se enamoró de ella a primera vista, Imra Ardeen le dio una fría recepción. No obstante, cuando gritó que los cuatro "hombres de mantenimiento" eran en realidad asesinos después de R.J. Brande, los tres trabajaron juntos para detenerlos. Esto le dio a Brande una idea. Poco después, una pelea en un bar provocó el arresto de Garth, pero justo cuando sus compañeros de celda estaban a punto de golpearlo, Triad-Orange vino y pagó su fianza - Brande quería hablar. Allí, encontró que los otros dos Luornus habían ido a buscar a Imra y Rokk. Brande, un seguidor de la "Era Heroica" del siglo XXI, procedió a convencer a los tres de fundar "una Legión de Super-Héroes", con Garth tomando el nombre en clave de Live Wire.
A pesar de la tensión inicial entre él y Saturn Girl, el período inicial de Garth con la Legión transcurrió sin problemas, hasta que apareció su hermana. En este punto, solo se les permitía tener un legionario por mundo y Garth, clasificado como fugitivo, no era quien Winath quería que los representara. Ayla, cuyo nombre en código es Spark, se disculpó, pero ninguno de los dos tenía muchas opciones en el asunto y después de que casi arrasó con Legion Plaza en su pelea con Ultra Boy (después de que UB amenazara a Ayla), renunció en lugar de avergonzar a Rokk o Imra más. dejándolos suplicar que lo dejen quedarse.

#### Solo
Después de esto, se unió a la Workforce de Leland McCauley para tratar de obtener el dinero para seguir a Mekt nuevamente, pero solo se quedó con ellos por un corto tiempo antes de que la falta total de moral de McCauley se volviera demasiado y renunciara. Poco después, fue a preguntarle a Brande si podía pedir prestado un barco para encontrar a su hermano. Dado que varios portales estelares (el medio estándar para viajar más rápido que la luz, que fabricó Brande) habían sido destruidos recientemente y Brande no quería correr ningún riesgo, lo rechazó, pero le dijo que fuera a visitar a Saturn Girl, que estaba en el hospital, habiendo retrocedido mentalmente a la infancia por la tensión de cerrar la mente del Hombre Compuesto. Sin embargo, al verla tener una rabieta al estilo de un niño pequeño, no se atrevió a entrar.
Poco después, varios daxamitas atacaron la Tierra, y cuando Garth visitó el cuartel general de la Legión para ver si podía ayudar, Rokk le dio un anillo de vuelo y le ordenó ir a ver a Imra (a quien había visto suplicando por Garth antes). Cuando lo vio, lo abrazó y, al decirle que la Legión la necesitaba, y que ÉL la necesitaba, él la convenció de que recuperara la cordura.
Al final, los tres fundadores se pararon en el cuartel general de la Legión cuando Saturn Girl llamó a los Daxamitas allí, justo a tiempo para que Element Lad y Brainiac 5 los enviaran a un planeta donde serían impotentes, poniendo fin a la amenaza.

#### Mekt
Sin embargo, como consecuencia, una vez más se vio obligado a abandonar el equipo, y picado por la acusación de Ayla de que había hablado mucho sobre encontrar a Mekt, pero en realidad nunca hizo nada al respecto: emprendió sus viajes nuevamente para tratar de encontrar una vez más. su hermano descarriado. Después de gastar 27060 créditos en su búsqueda, se encontró en el planeta Bisbe, habiendo sido despojado de sus últimos 512 créditos. Cuando intentaba recuperar su dinero, fue arrestado por asesinato bajo el nombre de Mekt. En lugar de protestar diciendo que no era Mekt, permaneció en silencio, y justo cuando se descubrió la verdad, Mekt atravesó la pared y mató al oficial de policía que estaba tratando de disuadir a Garth de caer sobre Mekt. Cuando Garth vio lo loco que se había vuelto Mekt, trató de atacarlo, pero su hermano lo noqueó. Mientras tanto, Ayla se enteró del arresto de Garth y la electrocución del policía, y corrió directamente hacia Bisbe.
Garth se despertó justo cuando estaban entrando en la órbita de Korbal, donde Mekt comenzó a matar más bestias para aumentar su propio poder, por lo que sería el único con poderes de relámpago, un plan que no involucraba a Garth ni a Ayla. Cuando Garth se dio cuenta de esto, varias patrullas de la Policía Científica volaron sobre sus cabezas anunciando que estaba bajo arresto por el asesinato de un policía. Mekt inmediatamente comenzó a derribar los cruceros, mientras Garth le suplicaba a Mekt que se detuviera. Finalmente, cuando apareció Ayla, un Mekt despotricado la atacó. Garth finalmente se vio obligado a enfrentar la verdad sobre Mekt, pero Mekt, ahora más poderoso que los dos gemelos juntos, tomó represalias vaporizando el brazo derecho de Garth. Ayla agarró la pistola láser de Mekt y le disparó en la pierna, retrasándolo mientras veía que la herida de Garth se había cauterizado. Finalmente, mientras Mekt se preparaba para acabar con ellos, Garth le pidió a Ayla que tomara la mano que le quedaba y dejara que sus poderes se combinaran libremente. La explosión resultante fue suficiente no solo para derribar a Mekt, sino también para descargarlo por completo (sin mencionar que su cabello se volvió blanco). Mekt finalmente fue arrestado por el SP y (después de una breve estadía en el hospital) Garth fue absuelto de todos los cargos.
Mientras se recuperaba de la terrible experiencia y se acostumbraba a su brazo artificial, Cosmic Boy se puso en contacto con él, quien sabía que la presidenta Chu estaba tramando algo, pero no sabía qué y, por lo tanto, tuvo que seguirle la corriente a sus deseos ( que incluía mantener a Live Wire fuera del equipo). Por lo tanto, Rokk hizo que Live Wire armara un "Escuadrón de rescate" secreto. Después de reclutar a Ultra Boy, Element Lad, Andromeda, Valor y XS, salvaron a la Legión de los Cinco Fatales. Luego, ambos equipos se dividieron en tres, y todos los héroes se combinaron para acusar y arrestar a Chu, y evitar que ella (con la ayuda de los Cinco Fatales) reviviera la Guerra Braal-Titan. Luego, R.J. Brande fue reclutado a regañadientes como el nuevo U.P. presidente, y su primer acto fue abolir las restricciones de membresía instaladas por UP en el equipo, lo que permitió que Garth se reincorporara.
Garth fue asesinado durante la historia de "Legion Lost", sacrificándose en la batalla con el Progenitor (en realidad, un Element Lad loco). Quedaron algunos cristales de la destrucción del Progenitor, que Kid Quantum se llevó con ella cuando la Legión Perdida regresó a la "primera" galaxia; dejó los cristales en Shanghalla (el cementerio de los héroes). Resultó que la esencia de Garth sobrevivió en los cristales y el cuerpo de Jan volvió a crecer pero con la mente de Garth. Aparentemente, pudo usar los poderes de Element Lad y Lightning Lad en el nuevo cuerpo cristalino. Su relación con otros legionarios, incluida Saturn Girl, fue tensa debido a su parecido exterior con el Progenitor.
En la miniserie Final Crisis: Legion of 3 Worlds, la Legión posterior a la Hora Cero se lleva a la línea de tiempo de la Legión anterior a la crisis, para ayudar a luchar contra Superboy Prime y la Legión de Super-Villanos. Durante este tiempo, el pre-crisis Brainiac 5 usa un pararrayos especialmente cargado para aumentar la capacidad de transmutación del cuerpo de Element Lad, lo que le permite a Garth mutar el cuerpo en sí mismo para que coincida con el suyo.

### Tres botas
En la renovación de Waid/Kitson de 2005, Garth Ranzz (nuevamente como Lightning Lad) sigue siendo miembro fundador del movimiento juvenil galáctico en el que se ha convertido la Legión (se revela que acuñó el primer lema de la Legión: "¡Cómelo, abuelo!"). y Saturn Girl comparten una conexión íntima, y Garth señala que uno tiene que ser "muy honesto" para salir con un telépata. Es protector con su gemela, Light Lass, y le guarda un poco de rencor a Brin Londo por el trato que le dio a Ayla. Uno de los luchadores más feroces de la Legión, derrotó casi sin ayuda al grupo terrorista Terra Firma en su primera escaramuza con la Legión. Nombrado líder interino a raíz de la crisis de Lemnos, fue Lightning Lad quien firmó el acuerdo que nombró oficialmente a la Legión como un brazo de los Planetas Unidos y salvó a cientos de legionarios de ser deportados brutalmente por la Policía Científica. Él es el miembro de la Legión que ha registrado la menor cantidad de tiempo en la Tierra, tendiendo a preferir explorar el espacio, como si estuviera buscando algo, reveló ser su hermano mayor, Mekt, quien finalmente vino a la Tierra, él mismo, liderando su propio súper equipo conocido como "Los Vagabundos". Este hecho, y su dedicación casi total a la causa de la Legión, ejerce una gran presión sobre su relación con Saturn Girl, y finalmente la pone en los brazos de Ultra Boy.

### Post-"Crisis Infinita"
Los eventos de la historia de 2005-2006 "Crisis infinita" restauraron un análogo cercano de la Legión Pre-"Crisis on Infinite Earths" a la continuidad, como se ve en el arco de la historia "The Lightning Saga" en la Liga de la Justicia de América y la Sociedad de la Justicia de América, y en el arco argumental "Superman and the Legion of Super-Heroes" en Action Comics. Lightning Lad está incluido en su número y todavía está casado con Saturn Girl.
Más tarde, Garth acompaña a Superman de regreso al presente, donde los dos se toman un tiempo para recordar ciertas desventuras adolescentes en la Fortaleza de la Soledad. A los dos se unen por Batman, quien revela que los cuerpos de Karate Kid y Una fueron encontrados en Gotham City. Garth y Batman reaccionan con hostilidad el uno hacia el otro, dada la desconfianza de Batman hacia los viajeros del tiempo. Garth se remonta al siglo 31 con los cuerpos de Karate Kid y Una, no sin antes darle a Superman un nuevo anillo de vuelo y darle a Batman una advertencia velada sobre las próximas luchas.
En el renacimiento de 2009 de Adventure Comics, Mekt encarcelado envía a Garth para descubrir la verdad sobre si Mekt fue de hecho un solo nacimiento, o si sus sospechas son correctas de que tiene un gemelo y que sus padres lo han encubierto. Queda por ver si está diciendo la verdad, está mintiendo o se ha engañado a sí mismo creyéndolo. Si es cierto, esta revelación sería una alteración significativa en la historia de fondo de los personajes.
En la secuela de "Watchmen", "Doomsday Clock", Lightning Lad se encuentra entre los miembros de la Legión de Super-Héroes que aparecen en el presente después de que el Doctor Manhattan deshiciera el experimento que borró la Legión de Super-Héroes y la Sociedad de la Justicia de América.

## Poderes y habilidades
Lightning Lad tiene la capacidad de generar electricidad dentro de su propio cuerpo sin hacerse daño. Puede descargar esta electricidad en forma de potentes "rayos" (de alguna manera no revelada, su poder evita que estos rayos tomen el camino de menor resistencia a la Tierra, de modo que puede apuntar a objetos con gran precisión). También puede crear letras intermitentes que se pueden ver desde grandes distancias. Ocasionalmente ha mostrado un control limitado del clima. En versiones más recientes del personaje, Garth también puede dirigir sus poderes eléctricos internamente para moverse a una velocidad sobrehumana, siendo su velocidad máxima aproximadamente un tercio de la velocidad de la luz. Lightning Lad es inmune a los efectos nocivos de las corrientes eléctricas, no solo a las corrientes que él mismo genera.
Como miembro de la Legión de Super-Héroes, se le proporciona un anillo de vuelo de la Legión. Le permite volar y lo protege del vacío del espacio y otros entornos peligrosos.

## En otros medios

### Televisión
- Lightning Lad hace cameos sin voz en el episodio de Superman: la serie animada, "New Kids In Town" y en el episodio de Liga de la Justicia Ilimitada, "Far From Home".
- Lightning Lad es parte del equipo central de la Legión en la serie Legion of Super-Heroes, con la voz de Andy Milder.[11]Esta versión tiene una cicatriz en forma de rayo sobre su ojo derecho, obtenida en el mismo incidente que le dio sus poderes, que brilla cuando los usa. También se le presenta como impetuoso e impetuoso con una actitud un tanto competitiva hacia Superman, aunque parecen desarrollar una relación más cercana más adelante. En el episodio "Chained Lightning", Garth pierde su brazo derecho durante una batalla con su hermano Mekt cuando Imperiex atacó y ganó un nuevo brazo llamado Cybernetic 4000 que puede disparar explosiones eléctricas explosivas. También se revela que Ayla no murió durante el ataque de Lightning Beast como se pensó originalmente, sino que se convirtió en un vórtice de energía que Imperiex intentó usar para alimentar un arma. Con la ayuda de Mekt, Garth pudo restaurar a Ayla a la normalidad.
- Garth Ranzz/Lightning Lad aparece en la serie de The CW Smallville, interpretado por Calum Worthy. Apareció con Cosmic Boy y Saturn Girl en el episodio "Legion", donde Garth generalmente se presenta como un fanático entusiasta de Clark Kent que inicialmente expresa su decepción por la actitud de Clark antes de que Clark los reúna para ayudar a derrotar a Brainiac.

### Cine
- Lightning Lad aparece en Lego DC Comics Super Heroes: Justice League: Cosmic Clash, nuevamente con la voz de Andy Milder.[11]Aparece con Saturn Girl y Cosmic Boy como los últimos miembros sobrevivientes de la Legión de Super-Héroes en el año 2116, donde Brainiac ha tomado el control de la Tierra y Superman. Cuando Batman intenta liberar a Superman del control de Brainiac y enviar a Superman de regreso al presente, la Legión intenta ralentizar a Superman, pero presumiblemente son asesinados por él, solo más tarde se revela que es una ilusión lanzada por Saturn Girl. Después de que Batman logra liberar a Superman del control de Brainiac y enviar al Hombre de Acero de regreso al presente, la Legión le da a Batman su última burbuja de tiempo para enviar al Caballero de la Noche a casa.
- Garth Ranzz como Lightning Lad hace una aparición sin diálogos en Legion of Super-Heroes (2023).[11]
- La encarnación de Lightning Lad en la Legion of Super-Heroes (2006) hace un cameo sin diálogos en Scooby-Doo! and Krypto, Too! (2023).[12]

### Videojuegos
- Garth Ranzz como Lightning Lad aparece como un personaje invocado en Scribblenauts Unmasked: A DC Comics Adventure.[13]
- Garth Ranzz como Lightning Lad hace un cameo sin hablar en el final de Brainiac en Injustice 2.